# Deeman Radio
Deeman Radio est une station de radio privée communautaire située à Ganou dans la ville de Parakou, département du Borgou au Bénin. Créée en juillet 1999, elle diffuse ses programmes sur la fréquence des 90.2 MHz en bande FM.

## Histoire de la radio
Créée en 19 juillet 1999 par la Commission Nationale de Linguistique Baatonu (CNLB) et l’Institut Culturel Baatonu
À partir de 2016, Deeman Radio fait partie des 09 radios de proximité sélectionnées pour bénéficier du projet Dialogue Citoyens Bénin de Canal France International (CFI).

## Diffusion
Les programmes de Deeman Radio sont diffusés en bande FM sur la fréquence de 90.2 MHz dans le Nord du Bénin. La Chaîne couvre depuis Parakou, les localités de Tchaourou, N’dali, Pèrèrè, avec une couverture partielle sur Nikki, Kalalé, Bembèrèke et Sinendé. Deeaman radio est une radio communautaire qui cible le milieu rural avec des contenus axés sur la culture et plusieurs autres thématiques comme la santé, l’hygiène, l’environnement, le développement économique local, le genre, le sport, l’agriculture. Elle diffuse également des divertissements et des informations locales sur certaines plateformes de streaming,,,,,.

## Émission
Deeman radio est une radio communautaire qui émet tous les jours de six heures à zéro heure et propose des émissions suivantes :
- Musique Religieuse Chrétienn
- Deutsche Weller
- Animation musicale en Baatonum
- Soleil Espoir (Contes et légendes)
- Prêche musulmane en Yom
- Journal Parlé en Baatonum
- Information en Peulh
- Contes et Devinettes en Peulh
- Soleil Espoir Magazine
- Sumpo en Peulh
- su sanum kossi
- su Baatonum daari
- Tribune des élus locaux (TEM BANAN)
- Culture Retrouvée en Français
- Causerie : Kɔburu korokun faagi
- Su Baru mora Tubu
- Siribu ka woodan gari(Droit et Justice)
- Tem Gurum Baatonbum gari(Les baatonbum de la diaspora)
- Echo de nos palais
- Revue de presse Baatonum /Français